# Vivere in fuga
Vivere in Fuga (Running on Empty) è un film del 1988 diretto da Sidney Lumet, che ottenne una nomination al Golden Globe per il miglior film drammatico ed una nomination agli Oscar al miglior attore per River Phoenix.

## Trama
Arthur e Annie Pope sono in fuga per aver fatto esplodere una quindicina di anni prima, nel 1971, un laboratorio di ricerca universitaria sul napalm, collegato alla guerra del Vietnam. L'attacco aveva accidentalmente paralizzato e accecato un custode, che non avrebbe dovuto essere sul luogo. Al tempo, il loro figlio più grande, Danny, aveva due anni. La coppia e i due figli sono nuovamente costretti all'ennesimo cambio di identità, città, auto, casa e colore dei capelli, per sfuggire all'FBI.
Il professore di musica della nuova scuola di Danny, ormai adolescente, ne riconosce il talento al pianoforte e lo convince a fare un'audizione alla Juilliard, prestigiosa scuola d'arte di New York. Ma non capisce le ragioni dell'irreperibilità dei documenti sulla sua carriera scolastica, in realtà inesistenti per i continui cambi di identità. Nel frattempo Danny e la figlia del professore, Lorna, si innamorano e Danny le racconta i segreti della sua famiglia, confidandole che perseguire i suoi sogni metterebbe a rischio i suoi genitori. Annie viene a sapere che il figlio ha superato brillantemente l'audizione. Ma quando lei e Arthur devono nuovamente fuggire verso una nuova identità, devono affrontare come lasciare che Danny possa costruirsi la sua vita.

## Titolo
Il titolo in inglese è Running on Empty, cioè correre, girare a vuoto.

## Produzione
Scritto da Naomi Foner, che ottenne per questo film una nomination all'Oscar, vanta interpreti come Christine Lahti e River Phoenix (anche lui nominato all'Oscar). Martha Plimpton e River Phoenix, che nel film sono fidanzati, stavano realmente insieme durante le riprese. Inoltre Phoenix ha dichiarato in un'intervista di aver imparato a suonare il pianoforte appositamente per il film, e infatti nelle scene in cui suona non sono state usate controfigure.
Le figure di Arthur e Annie Pope potrebbero essere vagamente ispirate a Bill Ayers e Bernardine Dohrn, leader del movimento di sinistra radicale Weather Underground, attivo negli USA tra la fine degli anni '60 e gli anni '70 del XX secolo. L'episodio dell'attacco al centro di ricerca sul napalm richiamerebbe il cosiddetto "Sterling Hall Bombing", l'attentato del 24 agosto 1970 all'Army Mathematics Research Center dell'Università del Wisconsin-Madison, in cui morì accidentalmente un ricercatore che nella notte stava portando a termine un esperimento nei sotterranei dell'edificio.

## Accoglienza
L'accoglienza da parte del pubblico di questo film fu molto buona, tanto che venne preferito Vivere in fuga a Sono affari di famiglia, sempre di Lumet, girato nel 1989.

## Riconoscimenti
- Golden Globe 1989
  - Migliore sceneggiatura
- National Board of Review Awards 1988
  - Miglior attore non protagonista (River Phoenix)